# Thorsten Glauber

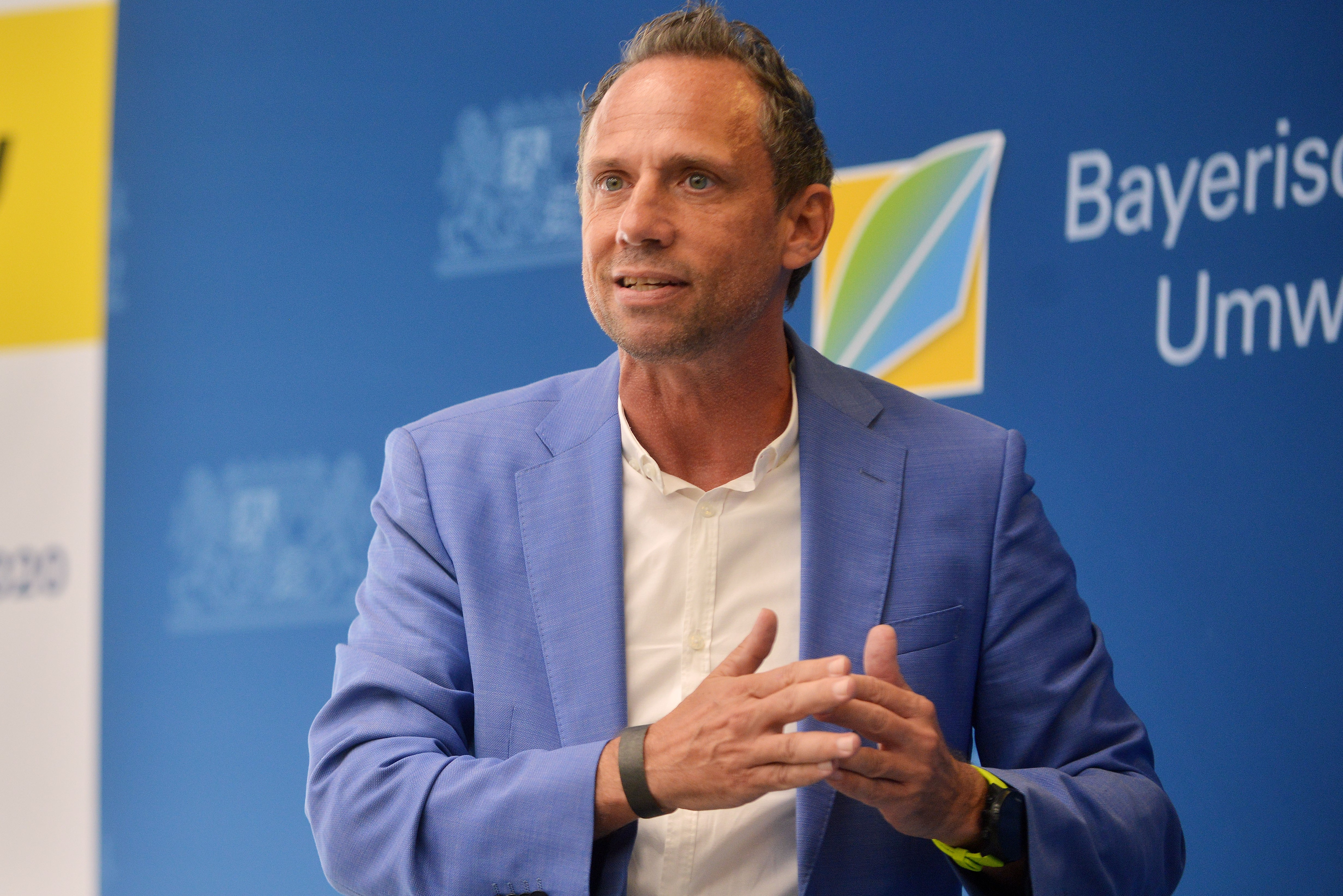
Thorsten Glauber

Thorsten Glauber (* 21. November 1970 in Forchheim) ist ein deutscher Kommunal- und Landespolitiker (Freie Wähler). Seit dem 20. Oktober 2008 ist Glauber Mitglied des Bayerischen Landtags. Am 12. November 2018 wurde er als Staatsminister für Umwelt und Verbraucherschutz in das Kabinett Söder II berufen. Seit dem 8. November 2023 bekleidet er diese Position im Kabinett Söder III.

## Leben
Nach der Ausbildung zum Kommunikationselektroniker besuchte Glauber die Berufsaufbauschule und von 1992 bis 1994 die Berufsoberschule Bamberg. Von 1994 bis 1996 machte er eine Ausbildung zum Bauzeichner und studierte anschließend von 1996 bis 2000 Architektur an der Fachhochschule Coburg (Abschluss: Dipl.-Ing. (FH)). Von 2000 bis 2002 arbeitete Glauber als angestellter Architekt in Erlangen. Daneben absolvierte er von 2001 bis 2003 an der Georg-Simon-Ohm-Hochschule Nürnberg ein Master-Abendstudium (MBE) Facility Management in Nürnberg. 2003 machte er sich als Architekt in Forchheim selbständig und gründete das Büro Glauber + Rosbigalle.
Er ist der Sohn des ehemaligen Forchheimer Landrats Reinhardt Glauber. Glauber ist ledig und römisch-katholischer Konfession.

## Politik
1993 trat Glauber den Freien Wählern bei, gehört seit 2008 dem Vorstand des Kreisverbandes der Freien Wähler Forchheim e. V. an und ist seit 2009 stellvertretender Vorsitzender des Bezirksverbandes der Freien Wähler in Oberfranken. In seinem Heimatort Pinzberg bekleidete er von 2008 bis 2020 das Amt des 3. Bürgermeisters. Er ist seit 2002 Gemeinderat. Seit Mai 2014 ist Glauber auch Mitglied des Kreistages Forchheim.
Bei der Landtagswahl 2008 kandidierte er im Stimmkreis Forchheim und erhielt 23,4 % der Erststimmen. Glauber zog über einen Listenplatz im Wahlkreis Oberfranken erstmals in den Bayerischen Landtag ein. Glauber war in der Wahlperiode 2008–2013 Mitglied im Ausschuss für Wirtschaft, Infrastruktur, Verkehr und Technologie und gehörte ab 2011 der Kommission zur parlamentarischen Begleitung der Energiewende in Bayern und dem Stiftungsrat der Bayerischen Landesstiftung an.
Bei der Landtagswahl 2013 erhielt Glauber in seinem Wahlkreis 26,4 % der Erststimmen und damit das beste Erststimmenergebnis der Freien Wähler in Bayern. Er bekleidete in der 17. Wahlperiode (2013–2018) das Amt des stellvertretenden Fraktionsvorsitzenden, gehörte dem Ausschuss für Wirtschaft und Medien, Infrastruktur, Bau und Verkehr, Energie und Technologie und zusätzlich ab 16. Oktober 2017 dem Ausschuss für Staatshaushalt und Finanzfragen an. Ferner war Glauber unter anderem Mitglied im Stiftungsrat der Bayerischen Landesstiftung und im Energiebeirat des Wirtschaftsministeriums. Ab 27. September 2017 war er Mitglied des Landessportbeirates und ab 17. Oktober 2017 gehörte er dem Rundfunkrat des Bayerischen Rundfunks an. Für die Freie Wähler Landtagsfraktion war er Sprecher für Bau-, Energie-, Verkehrs-, Wirtschafts- und Sportpolitik.
Bei der Landtagswahl am 14. Oktober 2018 erzielte er erneut das beste Erststimmenergebnis seiner Partei (25,2 %) und wurde über die Liste des Wahlkreises Oberfranken wieder gewählt. Bei der Landtagswahl 2023 zog er erneut in den Landtag ein. Nach Bildung einer schwarz-orangen Koalition ist Glauber seit dem 12. November 2018 bayerischer Staatsminister für Umwelt und Verbraucherschutz in den Kabinetten Söder II und Söder III.

## Auszeichnungen
- 2024: Bayerischer Verdienstorden